# 王顺镇
王顺镇（1937年—）是一位中国历史小说家、剧作家，笔名洪川，国家一级编剧。

## 生平
1937年出生于福建省仙游县仙潭村，1961年毕业于厦门大学中文系，之后进入福建省戏曲研究所任职，负责统计整理莆仙戏剧本，1981年调至莆田市艺术研究所任职。1990年代开始小说创作，曾任莆田市作家协会主席。

## 著作
- 《隋文帝》，湖南文艺出版社，1999年5月，ISBN 9787540420451
- 《竹林七贤》，实学社，1998年8月，ISBN 9789578350342
- 《隋宫秘史》上下，远方出版社，1998年4月，ISBN 9787805962788、ISBN 9787805962795

## 戏剧
- 魂断燕山
- 烛影揺红